# Rotterdam Open 1975
L'Rotterdam Open 1975, conosciuto anche con il nome di ABN AMRO World Tennis Tournament 1975 per ragioni di sponsorizzazione, è stato un torneo di tennis giocato sul sintetico indoor. È stata la 2ª edizione del torneo facente parte del WCT 1975. Si è giocato all'Ahoy Rotterdam indoor sporting arena di Rotterdam in Olanda Meridionale, dal 24 febbraio al 2 marzo 1975.

## Campioni

### Singolare
Arthur Ashe ha battuto in finale  Tom Okker con il punteggio di 3–6, 6–2, 6–4

### Doppio
Bob Hewitt /  Frew McMillan hanno battuto in finale  José Higueras /  Balázs Taróczy con il punteggio di 6–2, 6–2